# Astragalus confusus
Astragalus confusus — вид квіткових рослин з родини бобових (Fabaceae). Ареал охоплює такі країни: Іран.

## Середовище
Це багаторічна трав'яниста рослина, яка росте на кам'янистих схилах у гірських районах. Висота зростання: 1900–2800 метрів. Немає відомих серйозних загроз для цього виду.